# 王鎮惡
王鎮惡（373年6月11日—418年3月7日），表字不詳，北海劇縣（今山东昌樂縣西）人。前秦丞相王猛孫。王鎮惡為東晉末年將領，曾參與劉裕討伐劉毅、司馬休之及北伐後秦的戰役，並在滅後秦後留守關中輔助年少的劉義真。但因與南來將領，尤其沈田子的矛盾而遇害。

## 生平
王鎮惡出生於五月五日（6月11日），當時認為這是惡月惡日，惡上加惡五毒並出，並不吉祥，本來想要把他出繼給別人，可是他的祖父王猛卻說：「這個小孩不是平常人，從前孟嘗君生於惡月，後來卻能當齊國宰相。這個小孩子也將會興旺王家。」於是把他取名為鎮惡。
太元十年（385年），前秦天王苻堅遭後秦皇帝姚萇殺害，關中大亂。其時王鎮惡才十二歲，一度在崤山、澠池一帶流徙，及後更跟著他的叔父王曜流亡到荊州。王鎮惡在當地閱讀兵法，談論軍國大事，顯得甚具治國之才，且能果斷處事。
義熙五年（409年），劉裕北伐南燕，有人向劉裕舉薦當時任臨澧令的王鎮惡，劉裕於是派人召見他。王鎮惡到後和劉裕談話，劉裕便對其甚為欣賞，更讓他留宿。並對左右說：「鎮惡，是王猛的孫兒，正所謂將門有將呀。」立刻就任命他為青州治中從事，行參中軍太尉軍事，署前部賊曹。次年（410年）滅南燕後隨劉裕南返建康（今江蘇南京市）抵抗盧循，並在查浦與劉鍾等將抵抗盧循，屢戰有功，獲封博陸縣五等子。

### 西討劉毅
劉毅昔日與劉裕同舉義兵討伐桓玄，自以才能不在劉裕以下，對於劉裕長居自己之上漸生不滿，並不服氣。劉毅於義熙八年（412年）出任荊州刺史，聯結了尚書僕射謝混及丹楊尹郗僧施等人，陰謀進攻劉裕。而劉裕亦已有消滅劉毅的意圖，王鎮惡就自請出兵時擔任前鋒。同年九月，劉裕正式領兵進攻劉毅，轉王鎮惡參其軍事，加振武將軍，命他與龍驤將軍蒯恩率百船作前鋒，還特別吩咐：「如果對方可以攻擊，就發動攻擊；如果不可以攻擊，就焚毀他們的船艦，停泊岸邊等我。」王鎮惡日夜兼程，聲稱是劉毅堂弟劉藩西上。
至十月，王鎮惡已到江陵二十里外豫章口，改以步行，並在各船停泊的岸上放置旗鼓，要留守船隻的人在預計自己到江陵的時間，並在那時擂鼓，展現出後方有大軍的樣子。王鎮惡亦派人焚歸劉毅停駐江津的船艦。王鎮惡繼續前進，又命前方先行的士兵繼續答是劉藩到來，竟一直騙過兵戍及人民，直至城外約五六里時才被劉毅將朱顯之識破。朱顯之雖然立刻騎馬回城報告劉毅，但王鎮惡亦加緊進城，成功趕在城門關上前領兵入城。王鎮惡接著在城內與劉毅軍作戰，並進攻內城，終先敗西土兵士，然而城內的劉毅仍率東來將士抵抗。當時東來將士皆不信劉裕親自前來，不過王鎮惡利用兩軍將士之中的親屬關係，下令部下在交戰時告知劉毅陣中親屬劉裕親來的消息。劉毅將士知道劉裕親來，鬥志盡失，至一更時劉毅軍前方更潰散，劉毅勇將趙蔡戰死。不過劉毅仍以親兵作抵抗，王鎮惡怕夜間作戰會誤傷友軍，故稍作撤退，特意開內城南門誘其出城。劉毅怕城南設伏，故率眾自北門突圍，終於外城東門逃出，但當夜就在牛牧佛寺自縊。王鎮惡成功攻下江陵，消滅了劉毅。劉裕後以王鎮惡署中兵參軍，調任安遠將軍、武陵內史，並以討伐劉毅的功勳封漢壽縣子。

### 助討司馬休之
後來，因為蠻帥向博抵根作亂，王鎮惡領兵討伐，並請得荊州刺史司馬休之派朱襄協助。但就正遇上劉裕討伐司馬休之，王鎮惡率軍乘夜沿江而下，直據都尉治，並以放滿石頭的竹籠阻塞水道。朱襄到後遭王鎮惡攻擊而兵敗被殺。王鎮惡回江陵時司馬休之已敗逃襄陽（今湖北襄陽市），王鎮惡就與蒯恩率兵追擊。司馬休之等人因襄陽守將李應之不肯開城而改奔後秦，王鎮惡亦一直追擊，一直追到晉秦邊界亦追不上，唯有撤軍。後調游擊將軍。

### 北伐後秦
義熙十二年（416年），劉裕出兵北伐後秦。王鎮惡改任諮議參軍，行龍驤將軍，與冠軍將軍檀道濟領前鋒進攻許昌、洛陽。劉穆之對王鎮惡說：「太尉這次把討伐秦國的重大責任，交付給你，盼望你努力。」王鎮惡說：「不剋咸陽，誓不復濟江而還也！」
王鎮惡和檀道濟自進入後秦國境後戰無不勝，城池大多望風迎降，終連克許昌、洛陽。義熙十三年（417年），王鎮惡攻至關中的門戶潼關。後秦大將軍姚紹據潼關拒守，王鎮惡不能前進，於是挖深溝，築高壘，等待劉裕援軍。不過當時王鎮惡孤軍深入，糧秣供應不便，與秦軍對峙時間久了就出現缺糧問題，軍心動搖，更有意思要拋棄輜重，撤軍與劉裕大軍會合。當時劉裕曾命令王鎮惡攻下洛陽後要留駐當地等待大軍，但現在王鎮惡違命深入，只好派使者快馬向劉裕請糧，然而當時劉裕正率水軍在黃河上與北岸的北魏軍對峙，於是向使者指著北魏軍，說：「我曾下令不要繼續進軍，現在你輕佻深入敵境，岸上魏軍又這樣，我還怎派軍去支援！」王鎮惡沒有辦法，於是親自回到弘農，向人民遊說解釋，請求幫助。人民受到感動，互相競爭捐獻，送到大營，嚴重的糧秣問題才獲得解決。
劉裕於八月率大軍到潼關後，王鎮惡自請率水軍由黃河入渭水，進攻長安。當時秦將姚難正從香城（今陝西大荔縣東南）西還長安，王鎮惡就追擊，後秦皇帝領兵至石橋（今西安東北）作援，姚彊亦與姚難會合，在涇上抵抗王鎮惡。王鎮惡派了毛德祖進攻，姚彊戰死，姚難逃回長安。王鎮惡艦隊進入渭水後，逆水而上，艦隊由封閉式的蒙衝小艇組成，划槳戰士隱藏在艦身之內，後秦人民只看見小艇前進，卻看不見水手，大大驚奇，認為有神靈相助。八月二十三日（9月19日）清晨，艦隊抵達渭橋，王鎮惡令將士進餐，進餐之後，全副武裝登陸，最後登陸的人，誅殺。部隊登陸完畢，艦艇上空無一人，遂順著渭水流速，緩緩離岸，隨波東下，倏忽之間，完全消失。當時，後秦皇帝姚泓還有數萬人，王鎮惡向將士宣告：「我們的家屬，全在江南，這裡是長安北門，離我們的家有萬里之遠，艦艇、衣服、糧秣，都已隨水而去。今天進攻，戰勝自然立大功，顯大名；戰敗則連屍首骨頭都不能運回，沒有第二條路可走，你們自勉。」於是身先士卒進攻，部眾氣勢高昂，踴躍攻擊，在渭橋大破姚丕守橋部隊。姚泓率軍援救渭橋，卻被排山倒海潰退下來的姚丕敗兵，衝擊踐踏，還沒有接戰，便告崩潰；鎮西將軍姚諶等全都死亡，姚泓單人匹馬，逃回皇宮。王鎮惡遂自平朔門進入長安。
次日，姚泓帶著他的正妻皇后，和文武官員，前往王鎮惡大營投降，王鎮惡把他們逮捕，交付負責官吏。長安城內漢人、蠻族有六萬餘戶，王鎮惡宣揚晉帝國的恩德，安撫慰問，號令嚴明，人民如常生活。九月，劉裕到長安，王鎮惡到壩上迎接，劉裕說：「你就是成就我霸業的人呀！」王鎮惡拜謝說：「這是你的神威，以及眾將的努力，我哪有甚麼功勞呀！」劉裕笑說：「你是想學馮異嗎？」然而，王鎮惡性格貪婪卑鄙，後秦國庫倉儲，十分豐富，王鎮惡明搶暗偷，下到自己腰包，為數之多，無法計算。劉裕因他建有大功，所以不去追問。有人向劉裕誣陷王鎮惡：「私藏姚泓的御用輦車，可能叛變。」劉裕派人偵察，原來王鎮惡擄去姚泓御用輦車，剔取上面的金銀珠寶之後，把輦車拋棄到牆外。劉裕心裡才安。因滅秦功勞，王鎮惡獲進號征虜將軍。

### 遇伏身亡
同年十一月劉裕下令撤軍，派次子劉義真為安西將軍鎮守關中，並命王鎮惡當司馬，兼領馮翊太守。關中人民一向尊敬王猛，而晉北征軍團攻克長安，王鎮惡的功勞又最多，因之，原籍江南的將領，對王鎮惡羨妒交加。振武將軍沈田子，自認為在嶢柳擊敗姚泓大軍的那場勝仗是一次決定性戰役，跟王鎮惡互相爭功，心中感到不平。沈田子及傅弘之於是屢次警告劉裕說：「王鎮惡家在關中，不可信賴。」劉裕說：「今天留下你們文武官員將士，和精銳部隊一萬人，他如果要作亂的話，恰恰自取滅亡，不必多說。」劉裕又私下告訴沈田子說：「鍾會所以沒有鬧出大事，因有衛瓘的緣故。俗話說：『一隻猛獸，不如一群狐狸。』你們十幾個人，怎麼還怕王鎮惡。」劉裕終在十二月離開關中。
義熙十四年（418年）正月，夏國撫軍大將軍赫連璝，抵達渭水北岸，關中人民歸降的，道路上前後相連。沈田子率軍抵抗，畏懼夏軍強大，不敢前進，退守劉廻堡，派使節回長安報告王鎮惡，王鎮惡對安西長史王修說：「太尉把十歲小兒託付給我們，應當共同竭盡全力。沈田子卻手握大軍，不肯前進，什麼時候才能削平強蠻！」使節回到前防，把這段話報告沈田子。沈田子跟王鎮惡，平時已經互不相容，現在更是憤怒恐懼。不久，王鎮惡和沈田子，同時出軍長安以北，抵抗夏國，晉部隊中有謠言說：「王鎮惡打算殺光江南人，然後派數十人送劉義真回去，他自己則據守關中叛變。」正月十五日（3月7日）沈田子邀王鎮惡到傅弘之的大營舉行軍事會議。沈田子請求摒除左右人員，秘密對話。就在摒除左右人員之後，沈田子使他的族人沈敬仁藏在虎帳之中，擊斬王鎮惡，享年四十六歲，宣稱奉太尉劉裕密令行事。後來沈田子也被王修所殺，在這樣將領內鬥的情況下，關中很快的被夏國所佔。
劉裕得到王鎮惡被殺的消息，上疏皇帝司馬德宗說：「沈田子忽然發狂，殺害忠良。」追贈王鎮惡左將軍、青州刺史。後來劉裕即位之後，追封王鎮惡龍陽縣侯，諡壯侯，更獲得在太廟的配祭禮待。

## 性格特徵
- 王鎮惡性格貪鄙，除了滅後秦後私自取走後秦國庫大量物資，連昔日討伐蠻帥時亦因為忙於抄掠蠻族物資而遲了到江陵與劉裕會合。
- 王鎮惡能言善辯，他因抄掠蠻族而遲還江陵，令得劉裕十分生氣，更一度拒不接見。但王鎮惡卻不擔心，更說只要和劉裕見面就能解決事情。及後二人相見，王鎮惡以其口才向劉裕解釋，竟能令劉裕釋懷。

## 家庭

### 兄弟
- 王基，王鎮惡兄，王鎮惡死後被沈田子所殺。
- 王鴻，王鎮惡弟，王鎮惡死後被沈田子所殺。
- 王遵，王鎮惡弟，王鎮惡死後被沈田子所殺。
- 王淵，王鎮惡弟，王鎮惡死後被沈田子所殺。
- 王康，王鎮惡弟，本留關中，王鎮惡領兵至潼關時投靠兄長。王鎮惡死時因逃匿了倖免於難，並舉家走到彭城投奔劉裕。後因探望母親而求至洛陽，接著就一直為晉廷據守洛陽金鏞城。

### 子女
- 王靈福，嗣爵，官至右軍諮議參軍。

### 孫
- 王述祖，王靈福子，嗣爵。

### 曾孫
- 王叡，王述祖子，嗣爵。萧道成建立南齐，国除。

## 延伸阅读
[在维基数据编辑]
 《宋書·卷45》，出自沈约《宋书》
 《南史·卷16》，出自李延壽《南史》
 在维基共享资源阅览影像